# Naturpark Kamptal-Schönberg
Das Gebiet Kamptal-Schönberg ist als Naturpark unter Schutz gestellt und umfasst den Unterlauf des Kamps in Niederösterreich. Der Naturpark erstreckt sich über das Gemeindegebiet von Schönberg am Kamp und ist frei zugänglich.

## Natürliche Sehenswürdigkeiten
Die Besonderheit des Naturparks ist die Flusslandschaft des Kamps mit kleinräumigen Augebieten, die Waldgebiete an den westlichen Abhängen des Manhartsbergs und die zum Teil terrassierten Weingärten bei Stiefern und Mollands. er gehört zum Kulturpark Kamptal.

## Errichtete Sehenswürdigkeiten
Im Gebiet des Naturparks wurden ein Weinlehrpfad, ein Flusslehrpfad und ein Waldlehrpfad errichtet. Ein Naturparkinformationszentrum befindet sich in einer historischen Schmiede in Schönberg am Kamp. Zwischen Plank am Kamp und Schönberg am Kamp befindet sich ein historischer Kalvarienberg. Der Kamptalweg und die Kamp-Thaya-March-Radroute queren den Naturpark.
Einige Kilometer nördlich befindet sich – hoch über dem Kamp – seit dem 12. Jahrhundert die Rosenburg, wo neben Theater- auch Greifvogel-Flugvorführungen stattfinden.